# ジュリアン・オピー

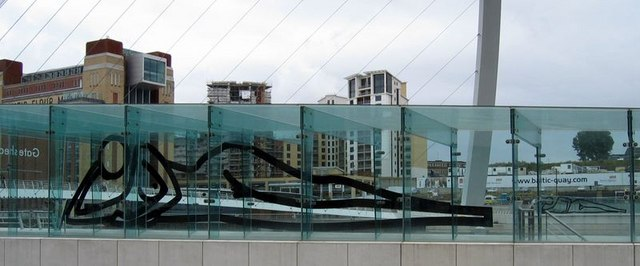
「Reclining nude」 ゲーツヘッド･ミレニアム･ブリッジにて（2003年撮影）

ジュリアン・オピー（Julian Opie [ˈoʊpi], 1958年 - ）はイギリスの現代美術家である。
ニュー・ブリティッシュ・スカルプチュアと呼ばれる作家のひとりとされる。シンプルな点と線による独特な顔を生み出し、世界の名だたる美術館に作品が所蔵されている。

## 来歴
ジュリアン・オピーはロンドンで生まれ、オックスフォードで育てられた。
ゴールドスミス・カレッジ（Goldsmiths, University of London）にて、画家でコンセプチュアル・アーティストのMichael Craig-Martinに学び、1983年に卒業、その後は早くからイギリスのギャラリーで成功を収めた。

## 作品
オピーは当初、鋼鉄の形状とゆるく描いた塗装の絵をユーモラスに組み合わせた金属彫刻のシリーズを制作し、1980年代イギリスのアートシーンで影響力のある人物として登場した。
彼の作品の特徴は、人物や風景を単純化することである。平面作品において、人物は黒く太い線で縁取られ、クローズアップした人物の顔では、目は小さな黒い点で表現される。風景においても、木々や山々の形状は単純化され、色彩もコントラストのはっきりとした配色がなされている。
評論や紹介文などでは、黒の線画と最小限のディテールでレンダリングされた人々のポートレートや人体の歩行アニメーションがこの作家の特徴的な作品群である、とされ、
作品テーマについては、「美術史との係合、新技術の利用、人体への執着」そして「一つのアイディアをさまざまな媒体（素材）上に展開する」と描写されている。
オピーが描く人々のほとんどが、様々な職業に就く一般の人々である。みな点と線だけの顔だが、とても個性が光っている。水戸芸術館現代美術センター学芸員の高橋瑞木は「人間の眉、鼻の穴、口、顔の輪郭、そして髪型と最小限の要素で持って、個性を描き分け、まさに究極の『省略の美』といえる」と語る。

また彼自身は作品へのアプローチについて尋ねられ次のように語っている。
「まず、写実的に作ろうとすることが公平に確信できる（と感じられる）ひとつの判定基準です。あとは、その作品を自分の部屋に欲しいか？それとたまに自問するのは、もし神が、自分の作品をひとつ提出するのを許可したら（制作中の作品が）それに値するか？」。
制作方法も独特でモデルをアトリエに招き入れると、なるべく表情をつけずにポーズや目線、顔の角度を変えながら、写真を撮る。その数は一人当たり、数千枚である。次に特徴が出ていると思える写真を何枚かコンピューターに取り込み、顔のパーツを正確にトレースする。その後、眉や口の形、目鼻の位置関係、顔の角度など個性を現す最も効果的な部分を残し、徹底的に簡略化する。このようにして出来上がった作品はシンプルだが、とてもポップなものとなる。モデルの個性が凝縮されたオピーにしか描くことのできない唯一無二の顔となる。また近年では、人物の全身を側面から表現した作品が多く、はっきりとした輪郭線と透明感のある平明な色彩による表現は以前のままながら、顔はただ丸く描かれ、単純化、簡略化の傾向を強めている。
活動の場は美術界のみに留まらず、イギリスのバンド、ブラーのベスト盤『ザ・ベスト・オブ』のジャケットデザインなども手掛けている。
また、浮世絵のコレクターとしても知られており、喜多川歌麿や歌川広重らの作品を所蔵し、浮世絵展のためキュレーターとして広重作品を選定したり、葛飾北斎に影響を受けた作品を制作している。